# Сноу-Гілл (острів)
Острів Сноу-Гілл (англ. Snow Hill Island) — невеликий острів на схід від півострова Триніті — північної частини Антарктичного півострова. Розміри острова близько 34 кілометрів у довжину (з півночі на південь) і близько 15 кілометрів в його найбільш широкій частині. Найближчі острови Сімор (північ) і Джеймса Росса (захід).

## Історія
Острів був відкритий 6 січня 1843 року Джеймсом Кларком Россом під час його подорожі в Антарктику (1839—1843) на кораблях «Еребус» і «Терор» і був названий ним Сноу-Гілл (сніговий пагорб) через відсутність видимих скель крізь товщу льоду і снігу, які вкривають острів. Острів був грубо нанесений на карту як частина розташованого за ним острова Джеймс-Росс та Антарктичного півострова.

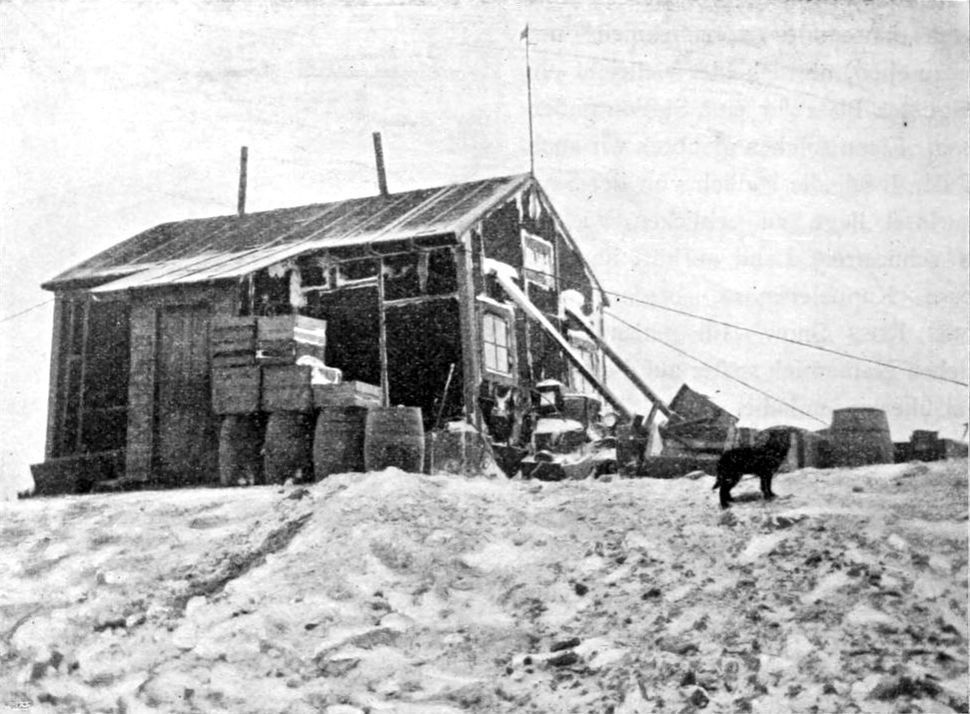
Хатина Норденскьольда, зведена на острові в 1902 році

Перші дослідження острова були проведені Шведською антарктичною експедицією під керівництвом Отто Норденскьольда, яка провела на острові дві зимівлі з 12 лютого 1902 по 11 листопада 1903 року. У рамках цієї ж експедиції в результаті санних походів було відкрито протоку Принц-Густав, що відокремлює острів Джеймс-Росс від материка. Хатина Норденскьольда, зведена на острові в 1902 році, в даний час є історичною памяткою.
У 1934—1935 роках з острова Сноу-Гілл Лінкольн Елсворт зробив свою першу спробу трансантарктичного перельоту. Через постійну негоду він був змушений обмежитися нетривалим польотом вздовж Побережья Норденскьольда.
Влітку 1953—1954 років для проведення біологічних, геологічних та інших досліджень аргентинцями на острові були побудовані дві хатини.

## Особлива орнітологічна територія
Острів Сноу-Гілл є місцем гніздування 4000 пар імператорських пінгвінів, тому частина південно-західної частини острова, включаючи 263 гектари прилеглого до узбережжя морського льоду носить статус особливої орнітологічної території. Колонія пінгвінів на острові є лише однією з двох на Антарктичному півострові (друга на острові Діон).

## Населення
Постійного населення на острові немає.